# Pseudopaludicola giarettai
Pseudopaludicola giarettai é uma espécie de anfíbio da família Leptodactylidae. Endêmica do Brasil, pode ser encontrada nos municípios de Curvelo e Buritizeiro, no estado de Minas Gerais.